# Pennaria blistera
Pennaria blistera is een hydroïdpoliep uit de familie Pennariidae. De poliep komt uit het geslacht Pennaria. Pennaria blistera werd in 2006 voor het eerst wetenschappelijk beschreven door Xu en Huang. 